# Luigi Giura
Luigi Giura (Maschito, 14 ottobre 1795 – Napoli, 1º ottobre 1864) è stato un ingegnere e architetto italiano.
Ispettore del Corpo Ponti e Strade del Regno delle Due Sicilie, è noto per la progettazione e realizzazione del ponte Real Ferdinando, secondo ponte sospeso d'Europa (1832), nonché primo ponte sospeso nell'Europa continentale.

## Biografia
Nacque nel 1795 a Maschito, piccolo centro arbëreshë nel Vulture-Melfese in Basilicata, da Francesco Saverio e Vittoria Pascale. Dopo aver appreso i primi studi a Maschito presso la scuola dei padri di San Giuseppe Calasanzio e poi nel seminario di Melfi, si spostò a Napoli per frequentare i corsi universitari. Risulta nel gruppetto iniziale di studenti presso la Scuola di applicazione in Ponti e Strade promossa dal re Gioacchino Murat con Decreto del 4 marzo 1811, diretta da Carlo Afan de Rivera e antenata, a tutti gli effetti, della Facoltà di Ingegneria della Università Federico II di Napoli.
Ne esce brillantemente laureato nel 1814 ottenendo così l'ammissione al Corpo di Ponti e Strade,costituito nel 1808  ed inizia una serie di viaggi-studio, durati diversi anni, in Gran Bretagna e Francia dove ha modo di verificare sul campo i progressi ingegneristici e le nuove prospettive aperte dagli sviluppi industriali di quei paesi. In quel periodo infatti, i governi dei paesi meno avanzati cercavano di acquisire, tramite i propri migliori tecnici, fisicamente inviati nei centri sviluppati, ogni informazione e dato utile a impadronirsi delle nuove tecnologie, attività che veniva variamente ostacolata o incoraggiata secondo la convenienza dei paesi progrediti.
Il Corpo di Ponti e Strade (antesignano napoletano del Genio Civile) realizza nel periodo 1820-40 una serie di interventi sul territorio come i Regi Lagni, canali per il deflusso delle acque nelle aree di montagna critiche che attirarono l'attenzione degli antichi "maestri" francesi. Al culmine della carriera, il 1860 lo trova Direttore della Scuola di applicazione in cui aveva studiato. Giuseppe Garibaldi, entrato a Napoli e riconosciuta la sua capacità, lo volle Ministro dei Lavori Pubblici nel suo Governo provvisorio.
Si deve a lui il progetto di sistemazione dell'area orientale di Napoli, comunemente nota come La Ferrovia, che prevedeva il collegamento fra il Real Albergo dei Poveri e il Piliero passando per i terminali ferroviari attestati in corrispondenza dell'antica cinta muraria. Il progetto troverà parziale applicazione dopo la sua morte, nel 1865. Il Giura lega però la sua fama alla realizzazione dei ponti sospesi: il Ponte Real Ferdinando, primo ponte sospeso nell'Europa continentale costruito nel 1832 (nonostante i primi progetti furono realizzati da Carmine Antonio Lippi), e il Ponte Maria Cristina sul fiume Calore Irpino, terminato nel 1835.
Si trattava di realizzazioni che presentavano notevoli vantaggi sotto il profilo delle economie nella costruzione ma impegnative sotto l'aspetto progettuale: del resto, le prime strutture del genere, il ponte sospeso sul Menai e l'Union Bridge britannici erano del 1824 e 1826 rispettivamente, non basavano su solide basi innovative, sotto l'aspetto scientifico come quello del Garigliano di cui il Giura fu il progettista ed esecutore.
Nonostante la diffusa incertezza circa la realizzabilità delle opere, l'ingegnere lucano risolse pienamente, in progetti anche esteticamente validi, le problematiche costruttive. Se il "Real Ferdinando" fu solo parzialmente demolito da reparti germanici in ritirata nel 1943, la stessa cosa non avvenne al "Maria Cristina" che, dopo essere stato danneggiato nel 1851 da una piena eccezionale dal fiume Calore Irpino e prontamente riparato dal Giura, venne fatto saltare completamente in aria dai guastatori tedeschi sempre nel 1943.
Fra le altre realizzazioni vanno ricordate:
- la prima stazione ferroviaria di Napoli, capolinea della ferrovia Napoli-Nocera/Castellammare
- la supervisione alla realizzazione della ferrovia Napoli-Nocera/Castellammare
- il rifacimento della cupola (1852) della Chiesa dei Girolamini curata da Antonio Barletta sotto la direzione del Giura.
- la restaurazione dei canali di scolo del Fucino, in Abruzzo.

Dopo la sua morte, Giura venne sepolto nel cimitero di Poggioreale, nel Quadrato degli uomini illustri.